# The Good Shepherd
The Good Shepherd er en amerikansk spionfilm fra 2006 instrueret og produceret af Robert De Niro, der også har en mindre birolle. Filmen handler om CIA's grundlæggelse og har Matt Damon, Angelina Jolie og Alec Baldwin i hovedrollerne.

## Medvirkende
- Matt Damon - Edward Wilson
- Angelina Jolie - Margaret 'Clover' Russell
- Alec Baldwin - Sam Murach
- Robert De Niro - Bill Sullivan
- Billy Crudup - Arch Cummings
- Tammy Blanchard - Laura
- Keir Dullea - senator John Russell, sr.
- Michael Gambon - dr. Fredericks
- Martina Gedeck - Hanna Schiller
- Timothy Hutton - Thomas Wilson
- William Hurt - Philip Allen
- Gabriel Macht - John Russell, jr.
- Lee Pace - Richard Hayes
- Joe Pesci - Joseph Palmi
- Eddie Redmayne - Edward Wilson, jr.
- John Sessions -  Valentin Mironov #1 / Yuri Modin
- Oleg Stefan - Ulysses / Stas Siyanko
- John Turturro - Ray Brocco
- Liya Kebede - Miriam